# Ehrensäule (Hanau)

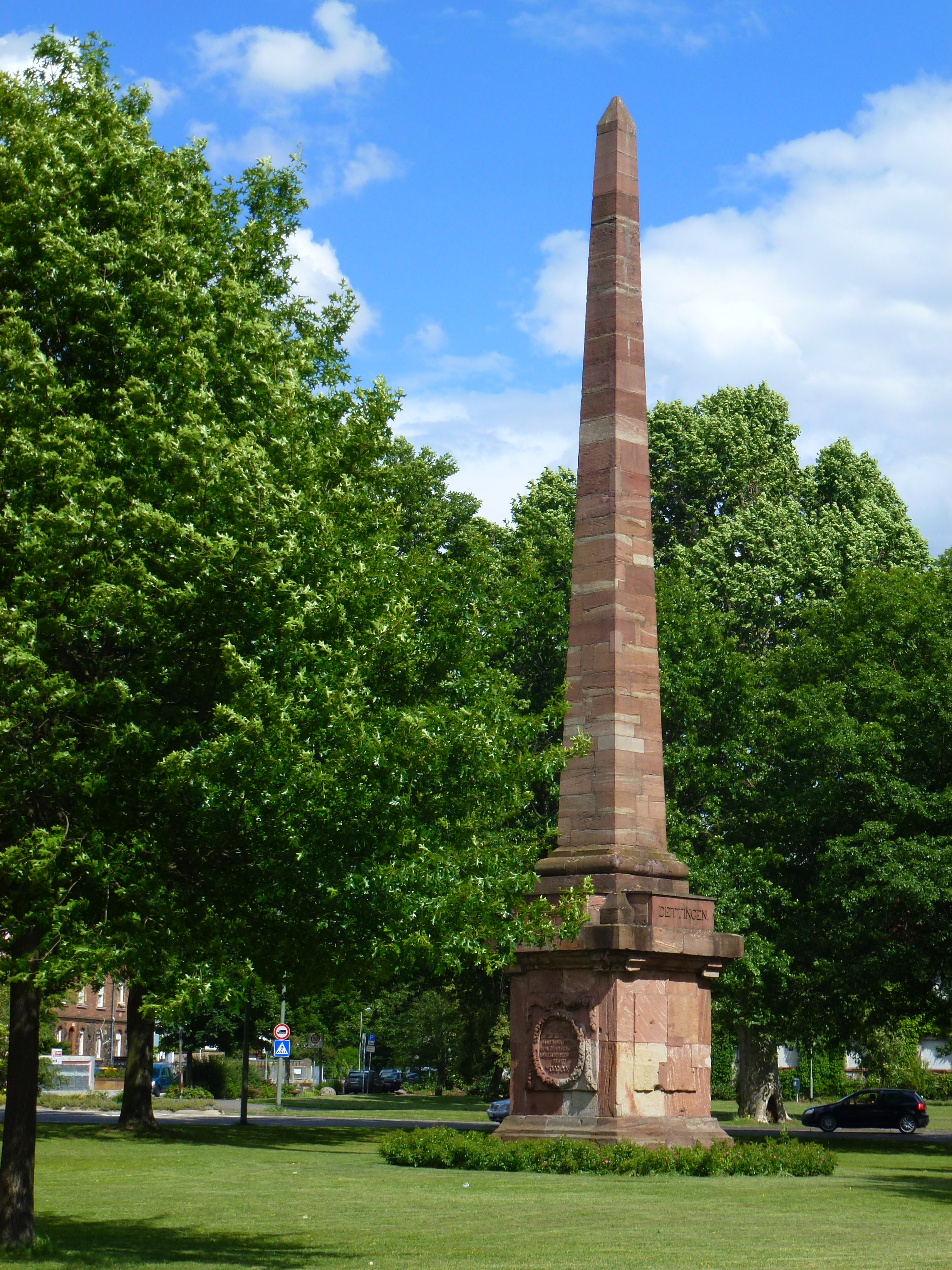
Ehrensäule in Hanau

Die Ehrensäule in Hanau ist ein historischer Wegweiser und ein Monument von städtebaulicher Bedeutung.

## Das Bauwerk
Der monumentale Wegweiser aus dem Jahr 1775 hat die Form eines Obelisken. Er steht auf einem kubischen Sockel mit spätbarockem / frühklassizistischem Dekor. Die Inschriften weisen auf den Erbauer, Erbprinz Wilhelm von Hessen-Kassel, den späteren Landgrafen und Kurfürsten Wilhelm IX. / I., das Entstehungsjahr und die Wegerichtungen hin, etwa „Dettingen“ (heute ein Ortsteil von Karlstein am Main) und „Birkenh[ainer]-Straße“. Das Monument ist aus rotem Buntsandstein errichtet.

## Historische Einordnung

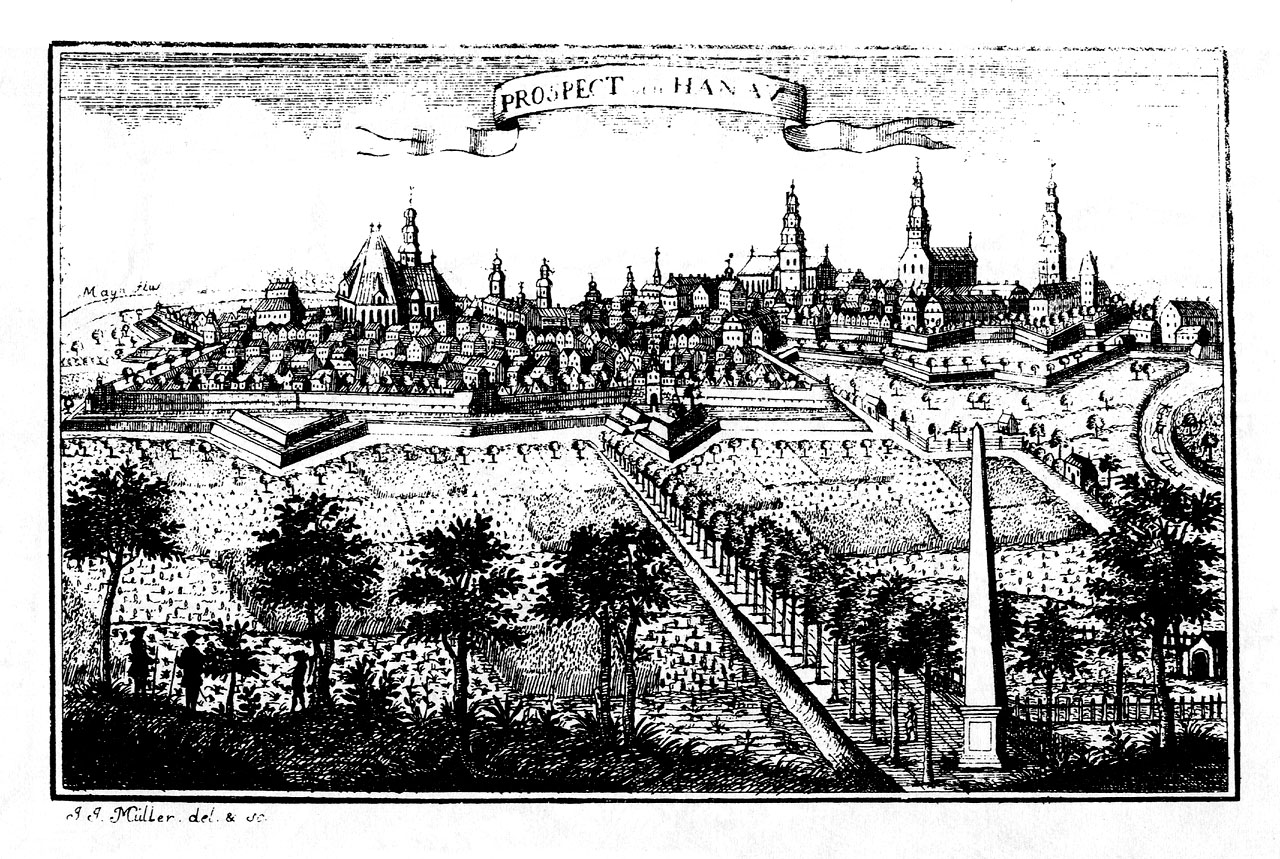
Ansicht der Ehrensäule (rechts im Bild) im 18. Jahrhundert

Die „Ehrensäule“ war Teil des Infrastrukturprogramms für die vom Erbprinzen aufgrund der hessischen Assekurationsakte von 1754 in eigener Hoheit 1760–1785 regierte Grafschaft Hanau (1760–1764 unter Vormundschaft seiner Mutter, Prinzessin Maria von Großbritannien, Irland und Hannover). Im Rahmen dieses Infrastrukturprogramms wurden Feuchtgebiete trockengelegt, die auf die Residenz zuführenden Hauptstraßen auf Dämmen platziert und zum Teil neu trassiert. Weitere heute noch sichtbare Zeugnisse dieses Infrastrukturprogramms sind etwa die Philippsruher Allee und die Ausfallstraßen: Dettinger Straße, Birkenhainer Straße und Leipziger Straße, ursprünglich als Alleen gestaltet und als repräsentative Annäherung an seine Residenzstadt Hanau inszeniert. Zu diesen Zeugnissen der Repräsentation gehörte auch die Ehrensäule.
Wie sie zu ihrem ihrer Funktion gar nicht entsprechenden Namen kam, ist unbekannt.

## Lage
Ursprünglich stand das Monument mittig auf der alten Heer- und Handelsstraße Frankfurt am Main – (Hanau) – Nürnberg, die hier abschnittweise auf die Breite von drei Wagen ausgebaut wurde. Der Obelisk stand am einen Ende einer Geraden (heute: nordwestlicher Schenkel der Willy-Brandt-Straße), die aus dem „Nürnberger Tor“ (heute: Kurt-Blaum-Platz), dem Ostausgang durch den Festungswall der Neustadt Hanau, führte und direkt auf das Denkmal zielte. Hier machte die Straße dann ihre erste leichte Biegung.
Aber schon eine Karte aus dem Jahr 1795 zeigt, dass die auf die Ehrensäule zuführenden Straßen durch einen Kreisverkehr neu gefasst worden waren, dessen Mittelpunkt nun die Ehrensäule bildete, die dem Platz auch den Namen gab. Folgende Straßen nimmt der Kreisverkehr auf:
- B 43 (Barbarossastraße und südlicher Zweig der Willy-Brandt-Straße)
- Birkenhainer Straße
- Dettinger Straße
- Güterbahnhofstraße
- Akademiestraße
- Willy-Brandt-Straße (nordwestlicher Zweig)

Markante Gebäude an dem Kreisverkehr sind neben dem Haupteingang des Friedhofs:
- Christuskirche
- Gebäude der Kornhausgesellschaft

## Bedeutung
Der Platz ist aufgrund des Hessischen Denkmalschutzgesetzes denkmalrechtlich Bestandteil der Gesamtanlage Birkenhainer Straße, Hauptfriedhof und Rondell Ehrensäule. Die Ehrensäule selbst ist Einzelkulturdenkmal auf der gleichen Rechtsgrundlage.